# Rejon berehowski
Rejon berehowski – jednostka administracyjna wchodząca w skład obwodu zakarpackiego na Ukrainie. Główne miasto to Berehowo, w 2004 roku mieszkało tu niespełna 55 tysięcy ludzi, a powierzchnia rejonu wynosi 635 km². Utworzony w 1953 roku. Znajduje się tu 30 silskich rad. Rejon obejmuje w sumie 42 miejscowości.

## Miejscowości rejonu
- Astej (Астей)
- Badów (Бадів)
- Bakosz (Бакош)
- Bałażer (Балажер)
- Wary (Вари)
- Batradź (Батрадь)
- Batiowo (Батьово)
- Bene (Бене)
- Berehowo (Берегове)
- Beregujfały (Берегуйфалу)
- Borżawa (Боржава)
- (Четфалва)
- (Чикош-Горонда)
- (Чома)
- Daniłówka (Данилівка)
- Dyjda (Дийда)
- Hałabór (Галабор)
- Hat (Гать)
- Hecza (Геча)
- Heten (Гетен)
- Horągłab (Горонглаб)
- Hut (Гут)
- Huniadi (Гуняді)
- Janosze (Яноші)
- Kasztanowo (Каштаново)
- Kidiosz (Кідьош)
- Kosoń (Косонь)
- Kwasowo (Квасово)
- (Мала Бийгань)
- (Мале Попово)
- Mużijewo (Мужієво)
- (Нижні Ремети)
- Orosijewo (Оросієво)
- Popowo (Попово)
- Swoboda (Свобода)
- Szom (Шом)
- Wełyka Byjhań (Велика Бийгань)
- (Велика Бакта)
- (Великий Березний)
- (Верхні Ремети)
- Zapsoń (Запсонь)